# Регламент про вручення судових і позасудових документів
Регла́мент про вру́чення судови́х і позасудови́х докуме́нтів — нормативно-правовий акт Європейського Союзу у сфері судової співпраці. Він дозволяє вручати судові документи з однієї держави-члена в іншу без звернення до консульських і дипломатичних каналів.

## Історія
Вручення судових повідомлень у цивільних справах до прийняття цього регламенту здійснювалося або згідно з Гаазькою конвенцією про вручення, або за допомогою судових доручень (також званих листом-запитом) — офіційного запиту від суду однієї держави про вручення судового повідомлення іншій державі за місцем проживання відповідача. Цей офіційний документ зазвичай вимагав передачі від суду, що його видав, до Міністерства закордонних справ (МЗС) країни походження, яке потім пересилало його, можливо, через різні посольства, до МЗС у країні призначення. Потім іноземне МЗС передавало документи до судових органів цієї держави, які виконували процедури вручення. Підтвердження вручення потім поверталося тими ж самими довгими каналами.
Цей регламент дозволяє дещо спростити шлях. Деякі держави-члени мають децентралізовану систему з багатьма установами-передавачами та установами-одержувачами, у той час як інші мають єдину централізовану установу. Установа-передавач в одній державі-члені надсилає судові документи до установи-одержувача, яка потім відповідає за їх виконання. Судове доручення не є обов'язковим, оскільки слід використовувати стандартну форму запиту, що міститься в додатку до Регламенту. Ця форма полегшує процес, оскільки вона широко визнається відповідними органами. На додаток до вручення через відомство або відомства держави-члена-одержувача, стаття 14 Регламенту дозволяє вручати судові доручення відповідачам безпосередньо поштою. Стаття 15 Регламенту дозволяє «пряме вручення» через компетентних посадових осіб судових органів держави-члена, хоча деякі держави-члени відмовилися від цієї статті.
Держави-члени Європейського Союзу спочатку уклали між собою конвенцію про вручення документів, яка була підписана 26 травня 1997 року, але так і не набула чинности, оскільки була ратифікована лише Іспанією. Суть цієї Конвенції була замінена Регламентом 1348/2000. Регламент поширювався на всі країни-члени Європейського Союзу, за винятком Данії, однак на основі двосторонньої угоди положення регламенту було поширено на Данію. Згодом регламент 2000 року було замінено регламентом 2007 року. Данія повідомила Комісію про прийняття переглянутого Рішення.

## Зміст
25 листопада 2020 року був ухвалений регламент (ЄС) №2020/1784, який замінить Регламент №1393/2007, модернізуючи та цифровізуючи процес передачі документів, що відповідає сучасним потребам правосуддя та інтеграції цифрових технологій у юридичну сферу.
Регламент (ЄС) 2020/1784 не поширюється на:
- податкові, митні або адміністративні питання;
- відповідальність держави при здійсненні своїх законних повноважень;
- адресати, адреса яких невідома.

Передача документа відбувається:
- через обмін між Передавальним органом країни ЄС та приймальним органом іншої країни ЄС;
- за допомогою безпечної та надійної децентралізованої ІТ-системи;
- шляхом проставлення кваліфікованої електронної печатки або кваліфікованого електронного підпису.

Документ має бути переданий якомога швидше між відомствами та супроводжуватися відповідною формою запиту офіційною мовою ЄС.
Приймаючий орган зобов'язаний:
- підтвердити отримання документа в найкоротші терміни;
- вручити документ протягом одного місяця, якщо він має на це повноваження, в іншому випадку направити його до компетентного органу для вручення;
- повідомити подавальну установу про вручення документа або про відмову в прийомі.

Адресат може відмовити у прийнятті документа, якщо він написаний не на офіційній мові його держави або той, який він розуміє.
Новий порядок має на меті прискорити та скоротити витрати на передачу та обслуговування судових та позасудових документів у цивільних чи комерційних справах на території Європейського Союзу, а також забезпечити високий рівень безпеки та захисту даних, забезпечення прав адресатів та дотримання конфіденційності та персональних даних.

## Приймальні органи за державами-членами
- Австрія — децентралізовано — усі окружні суди
- Бельгія — децентралізовано — усі судові пристави (huissiers de justice)
- Кіпр — централізовано — Міністерство юстиції та громадського порядку
- Чеська Республіка — децентралізовано — усі окружні суди
- Данія — не підпадає під регулювання
- Естонія — централізовано — Міністерство юстиції
- Фінляндія — децентралізовано — усі окружні суди
- Франція — централізовано — Національна асоціація судових виконавців
- Німеччина — децентралізовано — усі окружні суди
- Греція — централізовано — Міністерство юстиції
- Угорщина — централізовано — Міністерство юстиції
- Ірландія — централізовано — Відділ документів ЄС, Централізований офіс судової служби, Об’єднаний офіс суду
- Італія — централізовано — Центральний офіс судових виконавців
- Латвія — централізовано — Міністерство юстиції
- Литва — централізовано — Палата суддів Литви
- Люксембург — децентралізовано — усі судові офіцери
- Мальта — централізовано — Генеральна прокуратура
- Нідерланди — децентралізовано — усі судові пристави
- Польща — децентралізована — усі окружні суди
- Португалія — децентралізована — усі окружні суди
- Словаччина — Міністерство юстиції
- Словенія — децентралізована — усі окружні суди
- Іспанія — децентралізована — усі суди першої інстанції
- Швеція — централізована — Міністерство юстиції
- Сполучене Королівство
  - Англія та Уельс — централізовано — старший майстер
  - Північна Ірландія — централізована — майстер Високого суду
  - Шотландія — децентралізована — посередники та солісітори

## Прецедентне право
9 лютого 2006 року Суд Справедливости виніс рішення у справі Plumex проти Young Sports NV, переданій до нього касації в Бельгії. Plumex (португальська компанія) була повідомлена про розгляд справи в бельгійському суді відповідно до регламенту двома способами: один раз через агенства в Португалії, а другий раз поштою. Plumex оскаржила рішення, отримане позивачами в суді Hof van Beroep, стверджуючи, що процесуальні строки повинні обчислюватися лише з дати вручення документів на руки відповідно до статей 4-11, а не з дати отримання поштою, яка відбулася раніше.
Тоді апеляційний суд відхилив апеляцію Plumex, і згодом компанія оскаржила це рішення в касації. Суд вищої інстанції передав це рішення до Суду Справедливости як питання права Союзу.
Рішення Суду Справедливости полягало в тому, що між різними методами вручення, дозволеними регламентом, не існує жодної ієрархії, і що строк повинен логічно відраховуватися від першої дати вручення, незалежно від того, який метод було застосовано.